# Tellervo koshunensis
Tellervo koshunensis är en fjärilsart som beskrevs av Jinhaku Sonan 1931. Tellervo koshunensis ingår i släktet Tellervo och familjen praktfjärilar. Inga underarter finns listade i Catalogue of Life.